# Ponhea Kraek
Huyện Ponhea Kraek (tiếng Khmer: ស្រុកពញ្ញាក្រែក) là một huyện (srok) thuộc tỉnh Tbong Khmum, Campuchia. Huyện lỵ là thị trấn Ponhea Kraek.
Ponhea Kraek là một huyện biên giới, giáp với huyện Tân Biên, tỉnh Tây Ninh (Việt Nam) và cách thành phố Tây Ninh khoảng 57 km theo đường bộ (quốc lộ 7 và quốc lộ 72 của Campuchia và quốc lộ 22 của Việt Nam). Huyện cũng giáp với tỉnh Prey Veng. Cửa khẩu quốc tế Trapeang Plong ở xã Trapeang Plong đối diện với cửa khẩu quốc tế Xa Mát ở xã Tân Lập.
Huyện này được kết nối đường bộ với thành phố Kampong Cham và thành phố Tây Ninh. Đồn điền cao su Krek nằm ở phần lớn khu vực phía bắc huyện. Thị trấn Ponhea Kreak nằm bên quốc lộ 7 giữa Kampong Cham và Kratie. Huyện giáp với Ou Reang Ov.
Huyện Ponhea Kraek là nơi sinh của Sek Yi, được cho là người Campuchia thọ nhất và là một trong những người sống thọ nhất thế giới. Cháu nội ông cho rằng ông sinh năm 1883 trong một làng ở đông nam tỉnh Kampong Cham.

## Hành chính
Huyện Ponhea Kraek có các xã và làng sau.
| Khum (Xã)       | Phum (Làng) |
| --------------- | --- |
| Doun Tei        | Bos Roka, Prey Tumnob, Roul Ph'aem, Ta Ni, Spean Chrey, Svay Sokhom, Bos Ruessei, Samraong, Dountei, Pouthi Proeks Lech, Pouthi Proeks Kaeut, Sovann Mealea, Reul Leu, Reul Kraom, Sna Kandal, Chhuk Sa, Angkor Krau, Angkor Knong, Pou Thum, Kouk Neavea |
| Kak             | Sambour, Kanhchae, Bos Ti, Ponley, Trapeang Stieng, Tuek Yong, Angkaeng, Ta Am, Santey Ti Pir, Samrouy, Trapeang Santey, Thlok Trach, Ruessei Chuor, Krouch, Ampil, Santey Ti Muoy, Krasaom Sat, Kokir, Anlong Chrey, Thlok, Stueng Touch, Orprech, dongkdoung |
| Kandaol Chrum   | Kandaol Chrum, Bos Khnor, Monou Bu, Veal, Cheung ang, Doek Por, Pong Tuek, Chey Nikom, Ampuk, Andaot, Svay Meas, Trapeang Prei, Tuol Chamkar, Trapeang Tonsaong, Preah Andoung, Mkak, Tuol Pou, Tuol Chey, Sovann Kom, Kouk Lvieng, Sbaek Kueu, Bat Tonlea, Lheang, Sduksombath |
| Kaong Kang      | Trapeang Khyang, Ta Hiev Leu, Ta Hiev Kraom, Kandaol Kaong, Stueng, Pou Roung Lech, Pou Roung Leu, Pou Ent Muoy, Pou Ent Pir, Kaong Kang Ti Muoy, Kaong Kang Ti Pir, Kaong Kang Ti Bei, Kantuot, La, Thnolthmey, Porsrok |
| Kraek           | Kraek Tboung, Kraek Cheung, Chimoan Tboung, Chimoan Cheung, Chimoan Kandal, Chimoan Lech, Peuk, Huoch Lech, Huoch Kaeut, Prey Totueng, Tuol Angkrong, Neang Noy, Traset, Kov, L'ak, Kor, Apuk, Chi Peang, Bos Lvea, Sakmakom, Trapeang Sokha, Andoung Chey, Serei Sokha, Chi Tok, Memae, Srae Tuek, S'am, Roung Chakr, Sambour phal, Sokh Chamraeun, Phum Hapram, Phum Saepram, Phum Samprampir, Proeks |
| Popel           | Popel, Tuol Kandal, Thmei, Trapeang Thma, khsak, Trapeang Chhleung, Srah, Choam Thlok, Stueng Cheung, Thulchan |
| Trapeang Phlong | Tuol Sangkae, Kbal Damrei, Trapeang Pring Muoy, Trapeang Pring Pir, Chrak Rumdeng, Serei Sokhom, Trapeang Rumsaeng, Preah Phdau, Bos Chek, Thnal Kaeng, Trach Khaol, Trapeang Phlong Pir, Trapeang Phlong Muoy, Thmei |
| Veal Mlu        | Chrab, Sralau Chroeng, Veal Mlu, Dambang Ampeak, Kabbas, Kranhung |

## Dân số
Huyện có 8 xã (khum) và 152 làng (phum). Theo điều tra dân số năm 1998, huyện có dân số 123.879 người trong 24.261 hộ. Huyện này có dân số xếp sau huyện Prey Chhor và Tbuong Khmoum. Quy mô hộ gia đình ở Ponhea Kraek là 5,1 người/mỗi hộ, tỷ lệ nam nữ là 93,3%.